# Ciudad de Nutrias
Ciudad de Nutrias ist eine Kleinstadt im venezolanischen Bundesstaat Barinas. Sie ist Verwaltungssitz des Municipios Sosa und hat etwa 14.000 Einwohner.
Ciudad de Nutrias befindet sich etwas nördlich vom Apurefluss und dem Hafen Puerto Nutrias.